# آنری زیگلر
آنری زیگلر (به فرانسوی: Henri Ziegler) (تولد: ۱۸ نوامبر ۱۹۰۶ در لیموژ - مرگ: ۲۴ ژوئیه ۱۹۹۸ در پاریس) یکی از از بنیانگذاران شرکت ایرباس و نخستین آن بود.
زیگلر مهندس پلی تکنیک و فارغ التحصیل مدرسهٔ "سوپآئرو" (مدرسهٔ ملی مهندسی هوافضا) و همچنین افسر نیروی هوایی و تست پایلت بود. او به همراه روژه بتی و فلیکس کراخت بنیانگذار ایرباس و نخستین رئیس آن بود. او نیروی محرکه ساخت ایرباس آ۳۰۰ب، هواپیمایی که درهای موفقیت جهانی را به روی ارباس باز نمود، بود.
پس از انتصاب به عنوان معاونت مرکز دولتی آزمایش پرواز در سال ۱۹۳۸ او در خلال جنگ جهانی دوم به مقاومت فرانسه پیوست. در سال ۱۹۴۴ او فرماندهٔ نیروی هوایی فرانسه آزاد در لندن شد. او در این خلال تحت فرماندهی ژنرال کونیگ، رئیس ستاد نیروی‌های فرانسه نیز بود.
او همزمان علاوه بر نمایندهٔ ویژهٔ دولت فرانسه در بریتانیا و ایالات متحده از سال ۱۹۴۶ تا ۱۹۵۴ مدیر عامل ایرفرانس نیز بود. در سال‌های پس از آن او عضو چندین کابینه، رئیس آویون برگه، رئیس سود اویاسیون (۱۹۶۸)، رئیس پروژهٔ فرانسوی-بریتانیایی هواپیمای مسافربری کنکورد، رئیس شرکت ملی صنعتی هوافضا که در سال ۱۹۸۴ به آئروسپاسیال نغییر نام داد نیز بود. از سال ۱۹۷۱ تا ۱۹۷۳ او مدیر عامل سازمان تجارت صنایع هوافضای فرانسه نیز بود. زیگلر در سال ۱۹۷۵۴ از ایرباس بازنشسته شد. در سال ۱۹۷۳ زیگلر به همراه جفری نایت به خاطر مشارکت متمایز در هوانوردی تجاری جایزه تونی جانس را دریافت نمود. او پدر برنار زیگلر، رئیس پیشین بخش مهندسی ایرباس بود.